# 全日本ビーチバレーボール大学男女選手権大会
JVA全日本ビーチバレーボール大学選手権大会（ぜんにほんビーチバレーボールだいがくせんしゅけんたいかい）は、毎年8月に開催される大学ビーチバレーボールの全国大会である。通称「ビーチバレーボール・ジャパン・カレッジ」。最多優勝は、男子が国士舘大学の7回、女子が武庫川女子大学の11回である。

## 概要
主催は日本バレーボール協会・日本ビーチバレーボール連盟・全日本大学バレーボール連盟。
1989年に兵庫県神戸市須磨区の須磨海水浴場で第1回開催。
2007年まではサービス業・出版事業のぴあ株式会社の特別協賛により「ぴあCUP」として実施されていた。
2010年からは開催地を川崎市の川崎マリエンビーチバレー場に移した。
2022年からはアクティオが冠スポンサーを務める。

## 大会方式
9ブロックの予選を勝ち抜いたチームが集い、初日に予選を行い、上位が決勝に進む。

## 歴代優勝校
| 回 | 年度   | 男子優勝                                                      | 女子優勝                                                              |
| -- | ------ | ------------------------------------------------------------- | --------------------------------------------------------------------- |
| 1  | 1989年 | 法政大学（菅野幸一郎・高尾和行）                              | 天理大学（岡本・高奥・段野）                                          |
| 2  | 1990年 | 日本体育大学（松本・丸尾）                                    | 武庫川女子大学（奥村・豊田・中嶋）                                    |
| 3  | 1991年 | 日本体育大学（松本・尾崎）                                    | 天理大学（貝辻・段野）                                                |
| 4  | 1992年 | 亜細亜大学（細川延由・小糸敬夫）                              | 武庫川女子大学（神田・中嶋）                                          |
| 5  | 1993年 | 亜細亜大学（細川・小糸）                                      | 武庫川女子大学（北川・真田）                                          |
| 6  | 1994年 | 亜細亜大学（細川・小糸）                                      | 武庫川女子大学（内田・藤原）                                          |
| 7  | 1995年 | 国士舘大学（望月・渡辺聡）                                    | 武庫川女子大学（竹本・横畠）                                          |
| 8  | 1996年 | 国士舘大学（古藤・渡辺聡）                                    | 東京学芸大学（楠原千秋・國沢）                                        |
| 9  | 1997年 | 鹿屋体育大学（津曲勝利・島袋）                                | 武庫川女子大学（野口・森下）                                          |
| 10 | 1998年 | 東海大学（白鳥勝浩・佐藤）                                    | 順天堂大学（前川・重本）                                              |
| 11 | 1999年 | 東京学芸大学（今井・吉川）                                    | 武庫川女子大学（山田・荒野）                                          |
| 12 | 2000年 | 鹿屋体育大学（畑信也・松永）                                  | 武庫川女子大学（荒野・田村）                                          |
| 13 | 2001年 | 中央大学（村上・松本）                                        | 武庫川女子大学（中井・田村）                                          |
| 14 | 2002年 | 鹿屋体育大学（伊江・徳永）                                    | 東京女子体育大学（由比・保立沙織）                                    |
| 15 | 2003年 | 大阪学院大学（井上・黒江）                                    | 東京女子体育大学（保立・米田）                                        |
| 16 | 2004年 | 鹿屋体育大学（清水・瀬田）                                    | 東京女子体育大学（保立・米田）                                        |
| 17 | 2005年 | 福岡大学（楠木・牛島）                                        | 東京女子体育大学（保立・米田）                                        |
| 18 | 2006年 | 中央学院大学（岩井浩二・長谷川徳海）                          | 東京女子体育大学（尾崎睦・田村）                                      |
| 19 | 2007年 | 国士舘大学（長谷川・石川雄一郎）                              | 国士舘大学（葛西・水沼）                                              |
| 20 | 2008年 | 国士舘大学（長谷川・石川雄一郎）                              | 武庫川女子大学（北田佳菜・岸村恵理）                                  |
| 21 | 2009年 | 国士舘大学（下越裕太・石川雄一郎）                            | 武庫川女子大学（北田佳菜・岸村恵理）                                  |
| 22 | 2010年 | 鹿屋体育大学（橋本隆行・西新田雄平）                          | 鹿屋体育大学（上城朋美・永田唯）                                      |
| 23 | 2011年 | 了徳寺大学（佐藤洸祐・高橋巧）                                | 神戸学院大学（花房里帆・平上帆澄）                                    |
| 24 | 2012年 | 了徳寺大学（佐藤洸祐・高橋巧）                                | 産業能率大学（中村彩羅・石田アンジェラ）                              |
| 25 | 2013年 | 了徳寺大学（高橋巧・小野寺将克）                              | 神戸学院大学（藤田海琴・芝先若）                                      |
| 26 | 2014年 | 国士舘大学（河西敦司・黒川魁） 中京大学（伊藤佳祐・落合一輝） | 神戸学院大学（中村悠子・前田夏希） 産業能率大学（足立沙也夏・沢目繭） |
| 27 | 2015年 | 国士舘大学（黒川魁・但野瑠勇）                                | 産業能率大学（鈴木千代・石坪聖野）                                    |
| 28 | 2016年 | 神戸学院大学（中川大成・斎藤侑亮）                            | 産業能率大学（柴麻美・石坪聖野）                                      |
| 29 | 2017年 | 神戸学院大学（中川大成・斎藤侑亮）                            | 産業能率大学（柴麻美・石坪聖野）                                      |
| 30 | 2018年 | 神戸学院大学（中川大成・斎藤侑亮）                            | 松山東雲女子大学（村上礼華・坪内紫苑）                                |
| 31 | 2019年 | 神戸学院大学（関東亨哉・中川成仁）                            | 松山東雲女子大学（武田ひかり・大本真代）                              |
| 32 | 2020年 | 日本体育大学（福嶋晃介・小田涼太）                            | 産業能率大学（山田紗也香・オト恵美里）                                |
| 33 | 2021年 | 日本体育大学（福嶋晃介・小田涼太）                            | 産業能率大学（山田紗也香・オト恵美里）                                |
| 34 | 2022年 | 駒澤大学（上田翔貴・髙橋太）                                  | 産業能率大学（伊藤桜・野口彩陽）                                      |
| 35 | 2023年 | 日本体育大学（富田昂馬・溝端拓真）                            | 産業能率大学（伊藤桜・野口彩陽）                                      |
| 36 | 2024年 | 国士館大学（今井駿世・坂東巧望）                              | 日本体育大学（石川とわ・松崎伊吹）                                    |

※2014年は荒天で決勝中止により2チームの同時優勝。